# Renata Salecl

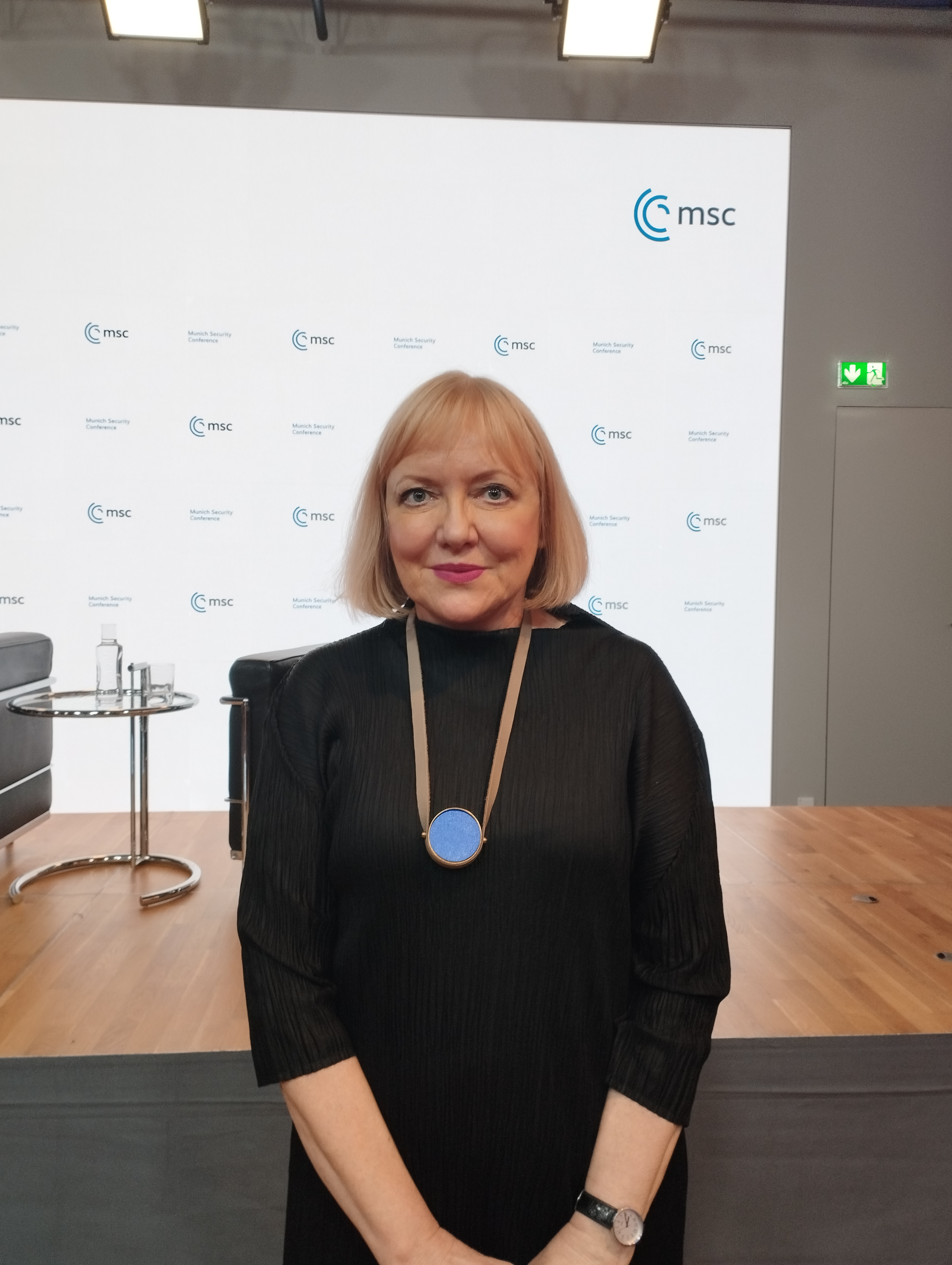
Renata Salecl auf der Münchner Sicherheitskonferenz 2023

Renata Salecl (* 9. Januar 1962 in Slovenj Gradec, Jugoslawien) ist eine slowenische Philosophin, Soziologin, Rechtstheoretikerin und Kolumnistin.

## Leben
Salecl studierte Philosophie und Psychologie an der Universität Ljubljana, wo sie 1988 ihr Magisterstudium und 1991 in Doktoratsstudium abschloss. Daraufhin begann sie ihre wissenschaftliche Karriere, die sie sowohl innerhalb als auch außerhalb Sloweniens bekannt machte. 2004 wurde sie von ihrer Alma Mater zur ordentlichen Professorin im Fachbereich Soziologie habilitiert. Ebenso hält sie eine Professur an der School of Law am Birkbeck College in London und ist regelmäßige Gastprofessorin am Department of Social Science, Health and Medicin am King’s College in London sowie der Cardozo School of Law der Yeshiva University in New York. Als Gastprofessorin unterrichtete sie bereits an mehr als 20 Institutionen und trägt u. a. den Ehrentitel Magnusson Fellow der Glasgow Caledonian University. Seit 1986 arbeitet sie zudem als wissenschaftliche Beraterin am Institut für Kriminologie an der Rechtswissenschaftlichen Fakultät der Universität Ljubljana. Sie war verheiratet mit dem Philosophen Slavoj Žižek und hat mit ihm einen Sohn.

## Werk
Salecls philosophische Ausrichtung ist dem Laibacher Kreis der Lacan-Schule zuzurechnen, dem auch Slavoj Žižek, Mladen Dolar und Alenka Zupančič angehören. Sie vertritt einen interdisziplinären Ansatz, bei dem sie sich auf die Verbindung zwischen Recht, Kriminologie, politische Ideologien und Psychoanalyse fokussiert. In ihren Abhandlungen zeigt sie auf, wie die heutzutage weitläufig vorherrschende Freiheit („die Freiheit der Wahl“), die in ihren Grundzügen natürlich positiv zu betrachten ist, zu neuen Problemen in der Gesellschaft führt. Diese reichen vom wachsenden Druck auf das Individuum und der stetigen Angst, falsche Entscheidungen zu fällen, über sinkendes Engagement in sozialen Fragen bis hin zur Passivität gegenüber der politischen Organisation der Gesellschaft, was darauf hinausläuft, dass das politische System nicht mehr in Frage gestellt wird. Das den Entscheidungen zugrunde liegende Problem erklärt sie einerseits damit, dass jede noch so durchdachte Wahl auch irrationale, von außen beeinflusste Komponenten in sich trägt. Andererseits betont sie mit Verweis auf die Psychoanalyse, dass der Mensch oft gar nicht wisse, was ihn eigentlich glücklich macht. Dabei übt sie auch stets Kritik am vorherrschenden Kapitalismus, der den Menschen ihr zufolge nur vorgaukelt, über zahllose Möglichkeiten zu verfügen. Geld und Zeit seien nach wie vor die ausschlaggebenden Faktoren für eine möglichst große Wahlfreiheit, wodurch der Mensch je nach Klasse, Geschlecht, Sexualität oder Ethnie mehr oder weniger stark darin eingeschränkt wird.
Seit Mitte der 2000er-Jahre erforscht Salecl auch die Verbindung zwischen Recht, Genetik und Neurowissenschaften und war im Zuge dessen an mehreren Forschungsprojekten beteiligt. Als deren Resultat brachte sie 2015 in Zusammenarbeit mit Dr. Zvezdan Pirtošek von der Klinik für Neurologie in Ljubljana sowie weiteren Kolleginnen und Kollegen die Monografie Možgani na zatožni klopi („Das Gehirn auf der Anklagebank“) heraus. Darin sowie auch in weiteren Forschungsarbeiten verknüpft sie strafrechtliche Probleme mit Erkenntnissen aus Neurowissenschaften und Psychoanalyse. Schon zuvor war sie Leiterin mehrerer Forschungsgruppen (z. B. BIONET, 2006–2009) und Partner in internationalen Forschungsprojekten, wie dem vom EU-Förderprogramm Horizon 2020 subventionierte Transkmaking. Insgesamt verfügt ihre Bibliografie über mehr als 500 Einträge, darunter 10 Monografien (Stand 2020) und 50 wissenschaftliche Artikel in mehreren Sprachen sowie zahlreiche thematische Kapitel in Sammelbänden. Dazu kommen über 400 Vorlesungen, die sie auf Universitäten und Plenarkonferenzen abhielt. Zudem veröffentlicht sie regelmäßig Kolumnen in slowenischen Zeitungen. Darin widmet sie sich denselben Themen (politische Probleme, Ideologien, Subjektivität etc.) wie in ihrer wissenschaftlichen Forschung, konzentriert sich auf die zentralen Fragen und macht ihre Theorien durch anschauliche Beispiele einem breiteren Publikum zugänglich.
Salecl schreibt ihre Bücher zum Großteil auf Englisch. Abgesehen von der größeren Reichweite der englischen Sprache und möglichen Schwierigkeiten beim Übersetzen ihrer Werke aus dem Slowenischen ins Englische begründet sie diese Entscheidung auch damit, dass man beim Schreiben in einer Fremdsprache schneller zum Wesentlichen komme. Auf Slowenisch verfasste sie u. a. Disciplina kot pogoj svobode (1991, dt. Disziplin als Bedingung der Freiheit) und Tek na mestu (2017, dt. Auf der Stelle laufen), wovon Letzteres eine Auswahl ihrer zahlreichen Kolumnen darstellt. Ihre Bücher und Fachartikel wurden bereits in zahlreiche Sprachen übersetzt, u. a. Deutsch, Spanisch, Französisch, Italienisch, Kroatisch, Serbisch, Slowakisch, Tschechisch, Polnisch, Russisch und Türkisch.
2017 wurde Salecl zum außerordentlichen Mitglied der Slowenischen Akademie der Wissenschaften und Künste gewählt und ist dort seit 2020 Vorständin des Bereichs für Sozialwissenschaften. Sie ist Trägerin mehrerer Auszeichnungen: 2012 erhielt sie mit dem Zois-Preis die höchste staatliche Auszeichnung für Errungenschaften im Bereich der Wissenschaftsforschung, 2010 wurde sie zur „Forscherin des Jahres“ sowie 2011 von der Zeitschrift Ona zur weiblichen Persönlichkeit des Jahres gewählt.

## Veröffentlichungen (Auswahl)

### Bücher
- mit Slavoj Žižek, Mladen Dolar, Alenka Zupančič, Stojan Pelko & Miran Božovič: Everything you always wanted to know about Lacan (but were afraid to ask Hitchcock). Verso, London 1992.
  - Was Sie immer schon über Lacan wissen wollten und Hitchcock nie zu fragen wagten. Suhrkamp, Frankfurt 2002, ISBN 3-518-29180-7.
- The Spoils of Freedom: Psychoanalysis and Feminism after the Fall of Socialism. Routledge, London/New York 1994.
- Politik des Phantasmas. Nationalsozialismus und Psychoanalyse. Übersetzt von Karl Bruckschwaiger. Turia + Kant, Wien 1994, ISBN 3-85132-086-7.
- mit Slavoj Žižek (Hrsg.): Gaze and Voice as Love Objects. Duke University Press, Durham 1996.
- mit Jacques-Alain Miller & Miran Božovič: Utilitarismus. Turia + Kant, Wien 1996, ISBN 3-85132-096-4.
- (Per)versions of Love and Hate. Verso, London/New York 1998.
  - (Per)Versionen von Liebe und Haß. Übersetzt von Isolde Carim et al. Verlag Volk und Welt, Berlin 2000, ISBN 3-353-01174-9.
- (Hrsg.): Sexuation. Duke University Press, Durham 2000.
- On Anxiety. Routledge, London/New York 2004.
  - Über Angst. Übersetzt von Erik Michael Vogt. Turia + Kant, Wien 2009, ISBN 978-3-85132-560-7.
- Choice. Profile Books, London/New York 2010.
- Die Tyrannei der Freiheit. Warum es eine Zumutung ist, sich anhaltend entscheiden zu müssen. Übersetzt von Yvonne Badal. Karl Blessing Verlag, 2014, ISBN 978-3-89667-521-7.
- A passion for ignorance. What we choose not to know and why. University Press, Princeton 2020.
- Človek človeku virus. Mladinska knjiga, Ljubljana 2020.
- Čas grobosti. Mladinska knjiga, Ljubljana 2023.

### Wissenschaftliche Beiträge in Sammelbänden und Zeitschriften
- Permanentes Networking: Woran die Menschen in Konsumgesellschaften leiden. Eine Bestandsaufnahme. Übersetzt von Jan Weber. In: Kulturaustausch, 4, 2014, S. 56–57.
- Seit du selbst! Kunst und Subjektivität im Spätkapitalismus. In: Zeichen der Psyche. Psychoanalytische Perspektiven zur Kunst, 2008, S. 165–185.
- Wenn die Liebe tötet. In: Das Geschlecht der Religion, 2005, S. 269–294.
- Der richtige Mann und die falsche Frau. In: Žižek, Slavoj; Dolar, Mladen; Zupančič Žerdin, Alenka; Pelko, Stojan; Božovič, Miran; Salecl, Renata: Was Sie schon immer über Lacan wissen wollten und Hitchcock nie zu fragen wagten, 2002. Frankfurt am Main: Suhrkamp, S. 164–173.
- Das Schweigen des weiblichen Genießens. In: Der andere Schauplatz. Psychoanalyse – Kultur – Medien, 2001, S. 51–78.
- Die Künste des Krieges und der Krieg der Künste. In: Imagineering. Visuelle Kultur und Politik der Sichtbarkeit, 2000, S. 90–104.
- Universalismus und kulturelle Differenz. In: Das Argument, 41 (1), 2000, S. 33–38.
- Sexuelle Differenz als Einschnitt in den Körper. In: Inszenierung und Gestaltung, 1998, S. 165–185.
- Der Hund, mein Nachbar aus dem Osten. Psychoanalyse und die Tier-Mensch-Grenze. In: Inklusion. Exklusion. Probleme des Postkolonialismus und der globalen Migration, 1997, S. 91–105.
- Das Cogito – sein Recht und sein Phantasma. Übersetzt von Peter Mahr. In: Wo es war 8, 1996, S. 87–108.
- Phantasmen des Krieges. Übersetzt von Michael Wiesmüller und Isolde Charim. In: Lettre International, 21, 1996, S. 17–18.